# Baryonyx
Baryonyx walkeri
Genre
Espèce
Synonymes
- † Suchomimus[1] ?
- † Cristatusaurus[2] ?
- † Suchosaurus[3] ?

Baryonyx est un  genre éteint de dinosaures théropodes de la famille des Spinosauridae, il est pourvu d'un museau long et étroit et d'une grosse griffe au niveau du pouce.
Il ne comprend pour l'instant que l'espèce Baryonyx walkeri bien que certains paléontologues considèrent que les espèces Suchomimus tenerensis et Cristatusaurus lapparenti sont toutes deux des espèces de Baryonyx et que Suchosaurus cultridens pourrait peut-être en être une autre. 
Ce dinosaure vivait dans ce qui est aujourd'hui l'Angleterre, l'Espagne et le Portugal au Barrémien (Crétacé inférieur). Il est un des rares dinosaures dont on connait précisément le régime alimentaire et il est pour l'instant le seul théropode non-avien dont on est sûr qu'il était au moins partiellement piscivore.

## Étymologie
Il fut nommé Baryonyx walkeri  en raison de la griffe impressionnante qu'il possédait au niveau du premier doigt de chaque main. Le nom de genre dérive ainsi du grec βαρύς/barus signifiant 'lourd', 'fort' et ονυξ/onyx 'ongle', 'griffe'. Le nom de l'espèce rend quant à lui hommage au découvreur de l'animal, William J. Walker.

## Description

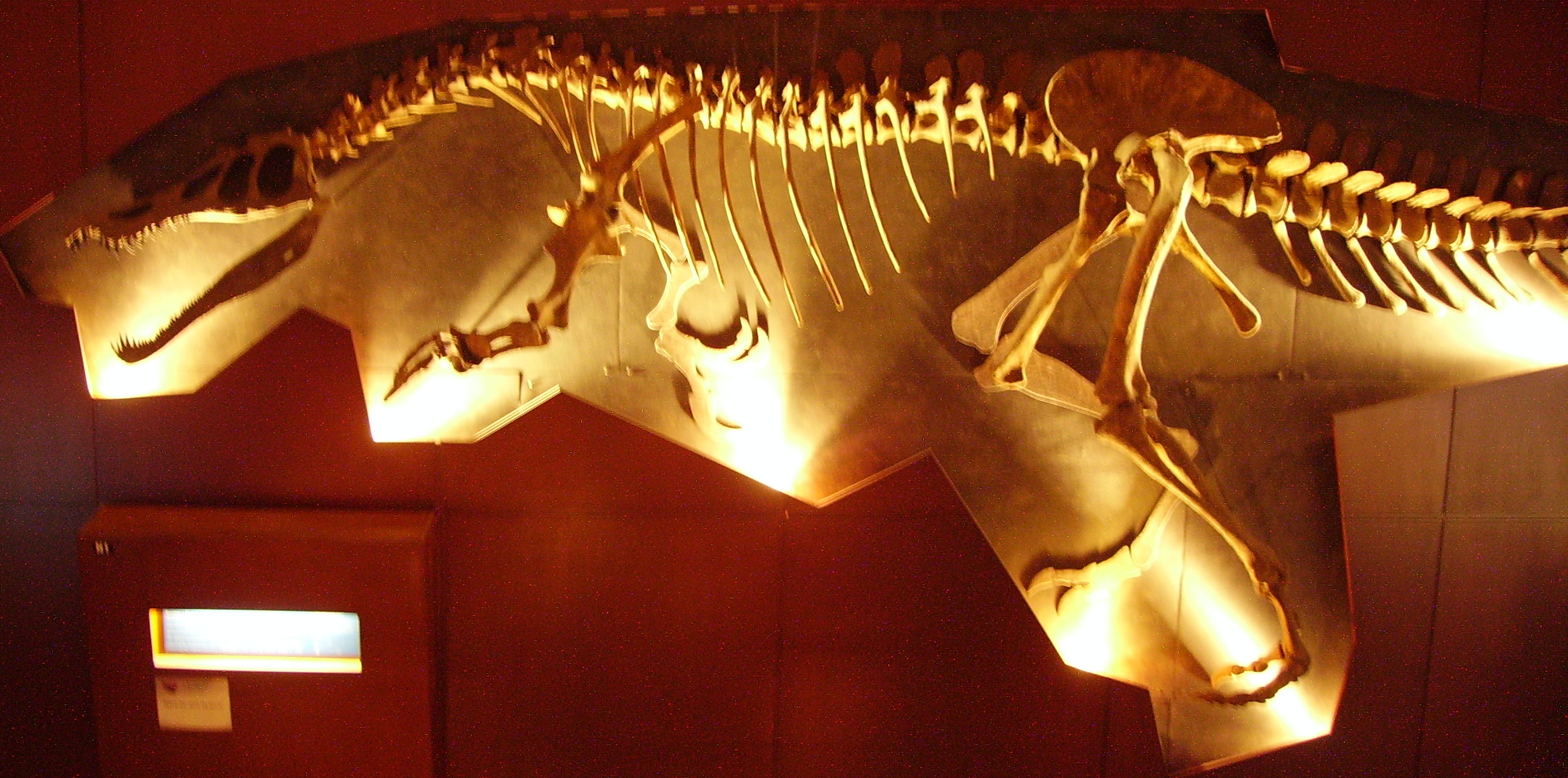
Reconstitution d'un squelette de Baryonyx walkeri au Natural History Museum à Londres.

Baryonyx walkeri est un dinosaure complet à 70 % et il ne lui manque que quelques os du crâne, des vertèbres cervicales et dorsales, des côtes, des os des pieds et des mains et la majeure partie de la queue. Il devait mesurer environ 10 mètres pour un poids qui fut évalué à plus de 2 tonnes, ce qui fait de lui un dinosaure théropode de taille moyenne. Baryonyx partage les caractéristiques propres aux Spinosauridae dont il fait partie. En effet, il possède un museau étroit et très étiré vers l'avant, des bras puissants munis d'une grande griffe unguéale et des vertèbres sacrées plus hautes que celles de la plupart des autres théropodes. Le crâne est typique des spinosauridés puisque les mâchoires portent un grand nombre de dents de forme conique, très légèrement dentelées et de section circulaire. De plus, la partie antérieure du museau et des mâchoires inférieures a une forme de spatule (ou de cuillère) résultant d'un élargissement latéral des prémaxillaires, des maxillaires et des dentaires. Une dépression dite 'subrostrale' est également présente et donne aux mâchoires une forme sigmoïde en vue latérale. Ce théropode se distingue néanmoins des autres membres des spinosauridés par une légère corne lacrymale subrectangulaire et d'autres différences au niveau de la morphologie des vertèbres sacrées et caudales, du bassin et de la fibula.

## Systématique
La systématique de Baryonyx fut fortement débattue dans les années 1990, Charig et Milner, estimant que ce nouveau genre faisait partie de la nouvelle famille des Baryonychidae, et Buffetaut, le voyant plutôt dans la famille des Spinosauridae au même titre que Spinosaurus. Un consensus semble à présent exister et ce théropode est maintenant classé dans la sous-famille des Baryonychinae avec Suchomimus tenerensis, Cristatusaurus lapparenti et Suchosaurus cultridens. Les Baryonychinae sont ainsi le groupe frère des Spinosaurinae au sein de la famille des Spinosauridae. Ils se distinguent des spinosaurinés (qui comprennent les genres Irritator challengeri, Angaturama limai et Spinosaurus aegyptiacus) par des dents finement crénelées et une fosse nasale en avant du museau. Certains paléontologues,, considèrent le genre Suchomimus comme un synonyme junior de Baryonyx et qu'il doit être ainsi renommé Baryonyx tenerensis. En effet, peu de caractères ostéologiques différencient ces deux dinosaures (voir l'article sur les Spinosauridae) et ces paléontologues estiment que les rares différences entre Suchomimus et Baryonyx ne justifient aucunement la dénomination de deux genres différents.
| Baryonychinae | \| \| Baryonyx walkeri[4] \| \| \| \| \| \| Suchomimus tenerensis[7] (=? Baryonyx tenerensis[1],[11],[12]) \| \| \| \| \| \| Cristatusaurus lapparenti[14] (=? Baryonyx sp.[6],[15] ; Baryonyx lapparenti[2] ; nomen dubium[7]) \| \| \| \| \| \| Suchosaurus cultridens?[16] (=? Baryonyx cultridens[3]) \| \| \| \| |
|               | \| \| Baryonyx walkeri[4] \| \| \| \| \| \| Suchomimus tenerensis[7] (=? Baryonyx tenerensis[1],[11],[12]) \| \| \| \| \| \| Cristatusaurus lapparenti[14] (=? Baryonyx sp.[6],[15] ; Baryonyx lapparenti[2] ; nomen dubium[7]) \| \| \| \| \| \| Suchosaurus cultridens?[16] (=? Baryonyx cultridens[3]) \| \| \| \| |
|               | Spinosaurinae |
|               | |
|               | Baryonyx walkeri |
|               | |
|               | Suchomimus tenerensis (=? Baryonyx tenerensis,) |
|               | |
|               | Cristatusaurus lapparenti (=? Baryonyx sp., ; Baryonyx lapparenti ; nomen dubium) |
|               | |
|               | Suchosaurus cultridens? (=? Baryonyx cultridens) |
|               | |

|  | Baryonyx walkeri                                                                  |
|  |                                                                                   |
|  | Suchomimus tenerensis (=? Baryonyx tenerensis,)                                   |
|  |                                                                                   |
|  | Cristatusaurus lapparenti (=? Baryonyx sp., ; Baryonyx lapparenti ; nomen dubium) |
|  |                                                                                   |
|  | Suchosaurus cultridens? (=? Baryonyx cultridens)                                  |
|  |                                                                                   |

## Découverte

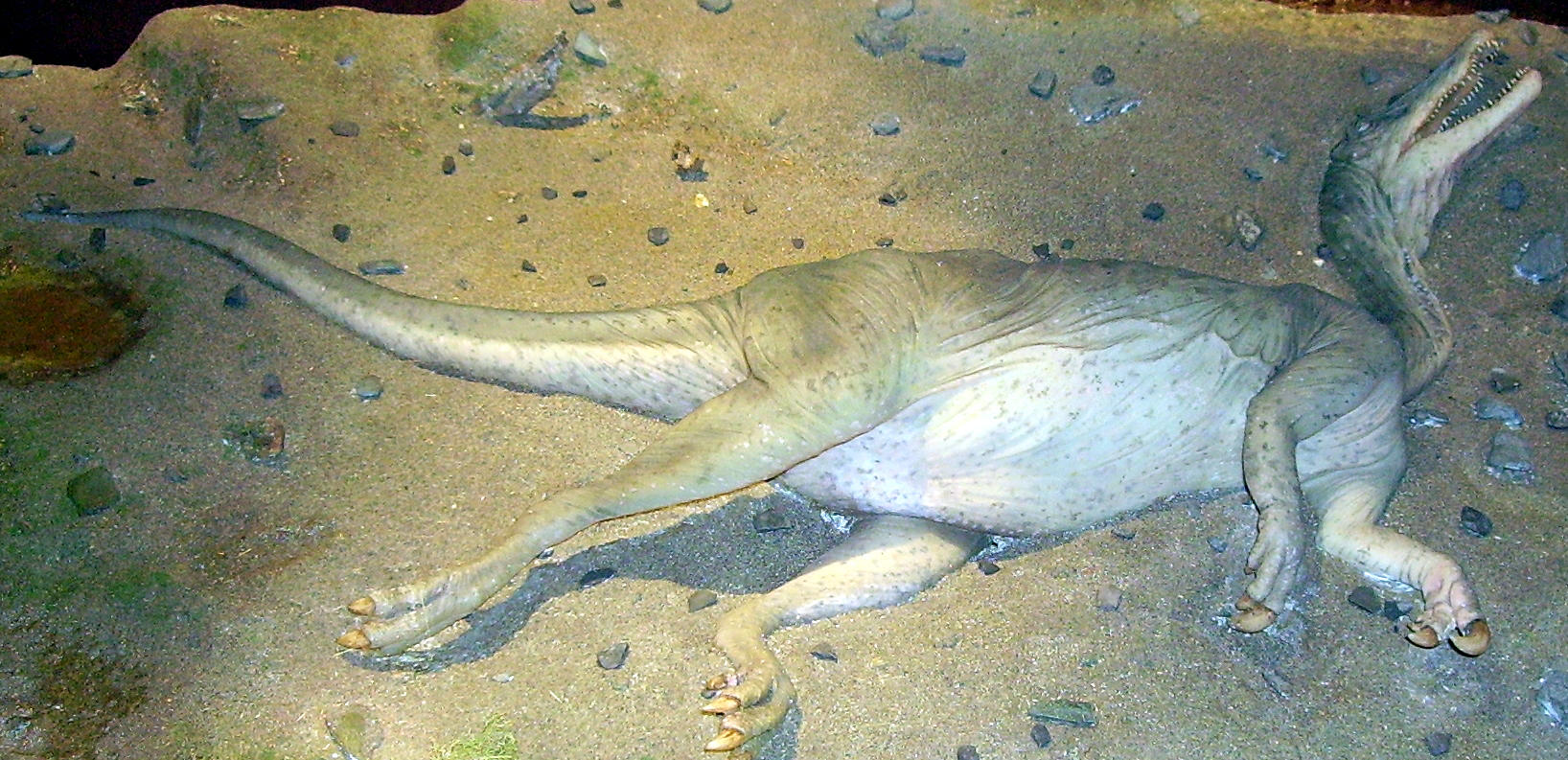
Reconstitution de Baryonyx walkeri dans une de ses positions de mort.

Baryonyx walkeri fut trouvé dans la fosse argileuse de Smokejacks (propriété de l'usine de brique 'Ockley Brick Company') à Wallis Wood près d'Ockley, une ville située non loin de Dorking dans le Surrey, en Angleterre. Il fut découvert durant l'hiver 1983 par William J. Walker qui ne trouva d'abord que l'énorme griffe unguéale de l'animal dont ne manquait que la partie antérieure. Aidé de plusieurs de ses amis, il retrouva néanmoins l'extrémité de l'énorme griffe ainsi que d'autres ossements une semaine plus tard. Conscient de l'importance de sa découverte, ce paléontologue amateur contacta directement les paléontologues Alan J. Charig et Angela C. Milner, tous deux paléontologues au Natural History Museum, qui entamèrent des fouilles dès le printemps 1983. L'équipe de paléontologues qui fut menée par ces scientifiques dégagèrent pas moins de deux tonnes de roches (des argiles dites 'wealdiennes') contenant les ossements de l'animal.
Le Baryonyx walkeri d'Espagne fut également découvert lors d'une campagne de fouille en 1983 dans la localité d'Igea. Le fragment de mâchoire fut ensuite entreposé dans les collections de la 'Sección de Geología de la Sociedad de Ciencias Aranzadi' puis décrit en 1995.
Les premiers restes associés au genre Baryonyx sp. (mais interprétés comme tel plus tard) furent découverts bien avant la fin du XXe siècle puisque des dents identiques ou très proches de celles de Baryonyx walkeri ont été découvertes dans le Surrey dès le début du XIXe siècle. En effet, Gideon Mantell, le fameux paléontologue qui nomma le tout premier dinosaure (Megalosaurus), avait mentionné en 1827 de telles dents provenant du Wealdien de Tilgate Forest (Surrey) mais les associait à un gavial. En 1841, Sir Richard Owen, le père fondateur du mot 'Dinosauria', publiait dans son Odontography une description des dents mentionnées par Mantell et les rapprochait également à un crocodilien qu'il nomma Suchosaurus. Le spécimen type sur lequel repose l'espèce Suchosaurus girardi qui fut créée par Owen ne comprend qu'une seule dent isolée qui semble proche mais pas identique à celle de Baryonyx. Il s'agit donc là d'un baryonychiné qui pourrait être un genre différent de Baryonyx. En 1897, Sauvage décrivait des restes provenant du Portugal qu'il identifia comme appartenant à la nouvelle espèce Suchosaurus cultridens. Cette espèce fut reconnue comme étant un Baryonyx.
Actuellement (2016), les derniers restes découverts (et publiés) de Baryonyx sont des dents isolées provenant de la Province de Burgos et décrites en 2003.

## Paléogéographie
L'espèce Baryonyx walkeri fut trouvée dans le Surrey mais également en Espagne puisqu'un fragment de maxillaire provenant de la Province de la Rioja fut identifié comme appartenant à cette espèce. D'autres ossements furent associés au genre Baryonyx sp. et viennent d'autres parties d'Europe. Des dents et une vertèbre sacrée de Baryonyx ont été extraites des falaises de l'île de Wight en Angleterre qui sont particulièrement riches en fossiles de vertébrés du Crétacé inférieur. Des dents isolées de Baryonyx ont été également découvertes dans la Province de Burgos, en Espagne. Enfin tout dernièrement, le matériel de l'espèce Suchosaurus girardi découvert dans la Province de Lisboa et Setubal au Portugal et qui inclut un morceau de dentaire droit ainsi que quelques dents isolées, fut réidentifié comme étant celui du spinosauridé Baryonyx. Ainsi donc, Baryonyx était présent dans toute l'Europe occidentale au Crétacé inférieur. Certains scientifiques,, estiment que Baryonyx avait peut-être colonisé les régions du nord de l'Afrique (Niger) à l'Aptien et à l'Albien.

## Paléobiologie

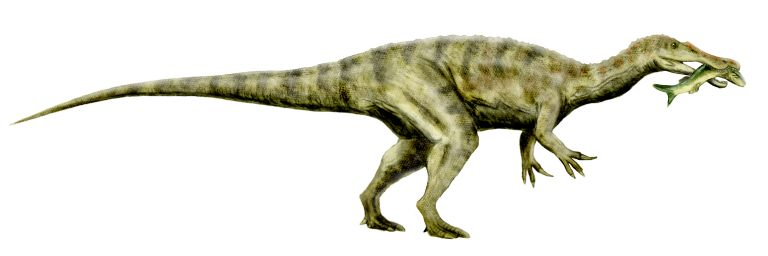
Dessin de Baryonyx se nourrissant d'un poisson.

La découverte du Baryonyx walkeri est exceptionnelle en soi puisque les paléontologues ont retrouvé dans la région stomacale de l'animal des dents et des écailles du poisson nommé Lepidotes qui furent attaquées par des acides gastriques, ainsi que des restes désarticulés du squelette d’un jeune Iguanodon. Cette découverte apporte ainsi un témoignage très précieux du dernier repas de Baryonyx qui se nourrissait ainsi (au moins partiellement) de poissons et de dinosaures herbivores.
La théorie selon laquelle les Spinosauridae pouvaient être piscivores fut proposée par Taquet en 1984, avant même que ne soit publiée la découverte de Baryonyx. Ces spinosauridés semblent être en effet spécialisés dans ce régime alimentaire lorsque l'on regarde en détail l'anatomie de leur squelette. Le crâne ressemble grandement à celui de nos crocodiles actuels tant il est très étiré vers l'avant et muni d'un museau étroit latéralement. Cette particularité anatomique permet de diminuer les forces de frottement dans l'eau et d'augmenter la vitesse de tout mouvement vers l'avant, tel que celui qu'effectuent les gavials actuels pour attraper des poissons. Il a d'ailleurs été prouvé récemment que l'anatomie fonctionnelle de Baryonyx est plus proche de celle d'un gavial, que d'un crocodile ou d'un théropode comme Allosaurus. Il est à noter également qu'un crâne étroit est particulièrement fragile comparé à un crâne massif comme celui d'un Tyrannosaurus ou d'un Carcharodontosaurus et il est certain que les spinosauridés ne devaient en aucun cas être de super-prédateurs. Une dépression subrostrale permet aussi aux dents du maxillaire antérieur de pointer vers l'avant ce qui facilite toute prise de proies lors d'un mouvement vers l'avant. En outre, les dents sont coniques, comme le sont celles des crocodiliens, et particulièrement longues. Les dents de section circulaire témoignent généralement d'une alimentation piscivore puisqu'elles permettent de poinçonner les proies plutôt que de les déchiqueter. L'absence de dentelure sur les dents prouvent aussi qu'elles ne servaient en aucun cas à découper, comme c'est le cas des dents des carnassiers qui n'ont pour autre fonction que de découper la viande. Les narines sont rétractées vers l'arrière et l'ouverture nasale devait peut-être se trouver au sommet du crâne ce qui devait peut-être permettre aux spinosauridés de plonger une partie du museau dans l'eau tout en continuant de respirer. D'autres particularités anatomiques présentes au niveau du squelette portcrânien vont également dans le sens d'une alimentation piscivore. Le cou en 'S' typique des théropodes est particulièrement long ce qui offrirait à l'animal la possibilité de rester debout, le corps parallèle au sol, et de plonger la tête dans l'eau à la recherche de proies. Enfin, la griffe du pouce est surdimensionnée et semble toute faite pour permettre aux spinosauridés de harponner des proies. Les restes d'un dinosaure herbivore témoignent cependant du fait que Baryonyx ne devait pas être exclusivement ichtyophage. D'autres preuves de l'alimentation des spinosauridés ont également montré que ceux-ci se nourrissaient également de ptérosaures. Il est plus que probable que ces théropodes devaient se nourrir également de carcasses et devaient avoir plus de facilité que les autres dinosaures carnivores à capturer des reptiles volants en plein vol. Certains paléontologues voient d'ailleurs Baryonyx comme étant un grand prédateur ou un super charognard plutôt qu'un animal piscivore, bien que cela soit réfuté par d'autres paléontologues.

## Baryonyxdans les médias
Baryonyx est, après le spinosaure, le dinosaure à tête de crocodile le plus connu du public malgré la confusion avec Suchomimus, un autre dinosaure de la même famille, on peut le retrouver dans de nombreux médias :
- Dans le film L'Âge de glace 3 : Le Temps des dinosaures, l'antagoniste principal est un Baryonyx albinos que Buck appelle Rudy et qui lui a pris une de ses dents qu'il utilise comme un couteau, il réapparaît pendant quelques secondes avec Buck au début de la suite L'Âge de glace 4 : La Dérive des continents.
- Baryonyx apparaît dans le film Jurassic World: Fallen Kingdom où il s'attaque à Claire et Franklin. Il était déjà mentionné par Billy dans Jurassic Park 3 après que les protagonistes ont été attaqués par le spinosaure. Il était d’ailleurs prévu de l'inclure dans le film avant d’être remplacé par ce dernier, plus grand et dangereux. Il apparaît aussi dans bon nombre de jeux de la franchise comme dans Le Monde perdu Jurassic Park (1997) de DreamWorks Interactive ou encore Lego Jurassic World mais aussi dans l'application Android Jurassic Park Builder.
- Baryonyx apparaît dans les jeux Dinosaur King et dans le dessin animé du même nom, il apparaît dans l'épisode 32 de la saison 1.
- Baryonyx est présent dans le jeu Ark: Survival Evolved avec la possibilité de l’apprivoiser.
- Baryonyx peut être intégré dans le Jurassic Park: Operation Genesis via un mod.
- Baryonyx apparaît dans une planche d'un des tomes de la saga "Les dinosaures en bandes dessinées" aux éditions Bamboo.
- Baryonyx apparaît dans le jeu sur Steam "The Isle", où il est possible d'en incarner un.
- Baryonyx apparaît dans le jeu Jurassic World Evolution.
- Dans la saison 2 de Jurassic World la colo du Crétacé, trois Baryonyx apparaissent,Chaos (le bleu foncé), Lugubre (ventre clair avec un dos vert foncé) et Torf (vert avec une tache rouge sur les deux yeux), Torf est actuellement mort.

### Référence
- Charig & Milner, 1986 : Baryonyx, a remarkable new theropod dinosaur. Nature (London), vol. 324, n. 6095, p. 359-361.